# Plectranthias megalepis
Plectranthias megalepis är en fiskart som först beskrevs av Günther, 1880.  Plectranthias megalepis ingår i släktet Plectranthias och familjen havsabborrfiskar. Inga underarter finns listade i Catalogue of Life.